# フランク・エバンス
トーマス・デヴィッド・フランク・エバンス（Thomas David Frank Evans、1917年 - 1996年）は、イギリス、ウェールズ出身で第二次世界大戦中に日本軍によって抑留された連合国軍捕虜の一人。戦後、捕虜体験記をウェールズ語、英語にて出版。

## 経歴
1917年、ウェールズ、ランペター地区のシャヌーネン生まれ。第二次世界大戦においてイギリス軍の兵士としてイギリス領だった香港に派遣された。1941年12月8日から25日の香港の戦いの結果、日本軍の捕虜となり、当初は香港の捕虜収容所に収容され、後に日本へ移送され、京都府与謝郡岩滝町にあった大阪捕虜収容所大江山分所に収容され、大江山ニッケル鉱山と日本冶金工業製錬工場で太平洋戦争の終結まで強制労働に従事させられた。
エバンスを含む大江山捕虜収容所に収容されたイギリス軍、カナダ軍、オーストラリア軍、アメリカ軍などの連合軍捕虜たちは約700名にのぼり、大江山ニッケル鉱山（旧加悦町）、日本冶金工業製錬工場（旧岩滝町および宮津市）、宮津港において過酷な状況の下で働かされた。
連合軍捕虜たちは1945年9月に解放され帰国の途についた。フランク・エバンスはウェールズに帰国し、戦後はケレディギオン郡の役所の度量衡検査官として勤務した。退職後、捕虜時代の経験を1981年にウェールズ語で、1985年には英語で出版した。これらのうち、とくに英語版の『Roll Call at Oeyama - P.O.W. Remembers、大江山の点呼 － 捕虜は思い出す』は日本軍によって抑留された連合軍捕虜の体験を記録した資料として知られている。
『大江山の点呼』は開隆堂出版が発行した日本の高校用英語教科書『English Now』に取り上げられたほか、下嶋哲朗著の『アメリカ国家反逆罪』（講談社）においても多く引用されている。英語での引用は香港の戦いに関連したチャールズ・G・ローランド(Charles G. Roland)著の『Long Night's Journey into Day』（カナダ、オンタリオ州ウィルフリッド・ローリエ大学（en:Wilfrid Laurier University）大学出版会、2001年）、トニー・バンナム（Tony Banham)著の『We Shall Suffer There』（香港大学出版局、2009年3月）などに見られる。
1984年には終戦後初めて再び大江山捕虜収容所を訪ね、京都府与謝郡加悦町（現在の与謝野町の一部）と日本冶金工業などの協力を得て、大江山で死亡した捕虜のための慰霊碑をかつての鉱山の近くに建立した。この訪問がきっかけとなり、1985年に当時の加悦町長細井拓一らがウェールズのアベリスツイスを訪問し、以降、両町は友好関係をもつことになった。その後、1991年には高校生を中心とした相互交流プログラムが開始され、現在に至るまで継続されている。最近では2008年10月から11月にかけて6名の与謝野町の高校生がアベリスツイスを訪問した。
1996年アベリスツイスで逝去。

## 著作
- Yn Nwylo'r Nippon 日本の手中で（1981年、私家本、ウェールズ語）
- Roll Call at Oeyama - P.O.W. Remembers 大江山の点呼　捕虜は思い出す（1985年, 私家本、英語)
- 憎悪と和解の大江山　―　あるイギリス兵捕虜の手記（上記『大江山の点呼』の邦訳）（2009年8月, 彩流社）